# Domitila de Carvalho
Domitila de Carvalho, född 1871, död 1966, var en portugisisk politiker.
Hon blev 1934 en av de tre första kvinnorna i sitt lands parlament. 